# Fridau (Herrschaft)

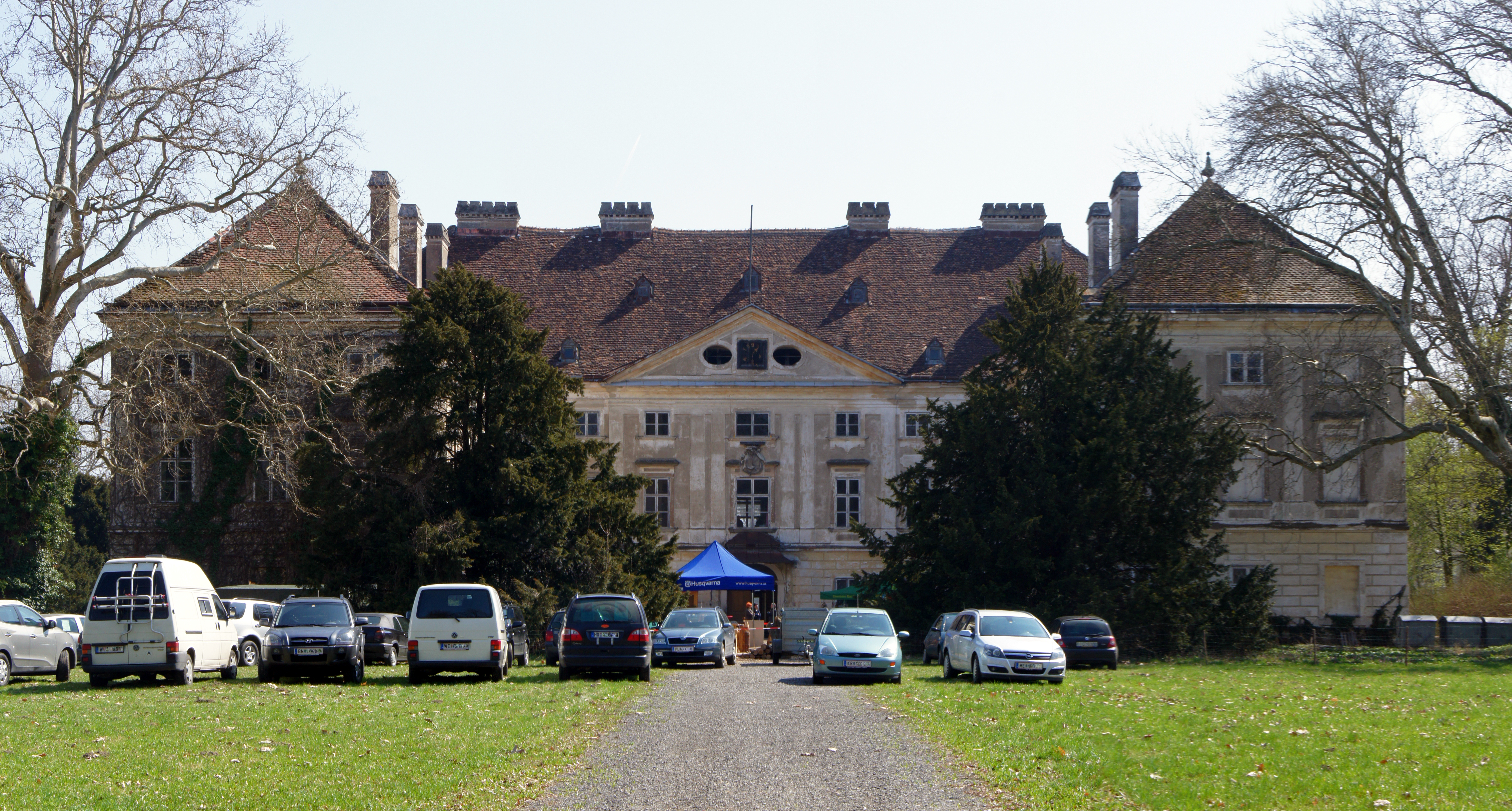
Schloss Fridau, Sitz der Verwaltung (2011)

Die Herrschaft Fridau war eine Grundherrschaft im Viertel ober dem Wienerwald im Erzherzogtum Österreich unter der Enns, dem heutigen Niederösterreich.

## Ausdehnung
Die Herrschaft, der weiters die Herrschaften Mainburg, Waasen, Ranzenbach, Heimberg, Hub und Saalau einverleibt waren, umfasste zuletzt die Ortsobrigkeit über Aiglsbach, Dietmannsdorf, Dienerhof, Eberstorf, Eck, Edlitz, Fridau, Galtmansdorf, Obergrafendorf, Gräben, Grünsbach, Hofstetten, Kammerhof, Klangen, Kotting, Loipersdorf, Mainburg, Matzerstorf, Neustift, Niederbauern, Plambach, Plambachegg, Pummerstorf, Saalau, Schwadorf, Teufelhof, Völlerndorf, Völtendorf, Wantendorf, Waasen, Weinburg, Willersdorf, Badorf, Engelsdorf, Grub, Luberg, Mühlhofen, Reizing, Rennersdorf, Roatzersdorf, Arnersdorf, Heimberg, Niederhofen, Hösing, Ranzenbach, Schlatzendorf, Unterneuburg, Unterschildbach, Panschach, Sirning bei Kilb, Schlögelsbach, Hub, Grub bei Kilb, Poppendorf und Wilherstorf. Der Sitz der Verwaltung befand sich im Schloss Fridau.

## Geschichte
Als letzte Inhaber dieser Allodialherrschaften und der Herrschaft Kirchberg an der Pielach werden die Fürsten von Corsini, namentlich Andreas, Neri, Thomas und Laurenz sowie die Fürstinnen Maria Louise, Elisabeth, Marie Adelheid und Antonie genannt, die allesamt in Florenz wohnten. Nach den Reformen 1848/1849 wurde die Herrschaft aufgelöst. Die übrigen Besitzungen wurden im 19. Jahrhundert allmählich verteilt oder veräußert.